# El Cubillo de Uceda
El Cubillo de Uceda è un comune spagnolo di 145 abitanti situato nella comunità autonoma di Castiglia-La Mancia.